# هکلبرگ-برونوو
هکلبرگ-برونوو (به آلمانی: Heckelberg-Brunow) یک شهر در آلمان است که در مرکیش-اودرلند واقع شده‌است. هکلبرگ-برونوو ۸۵۲ نفر جمعیت دارد.